# Кут (Тернопольская область)
Кут (укр. Кут) — село в Гримайловской поселковой общине Чортковского района Тернопольской области Украины.
До 2020 года входило в Гусятинский район.
Код КОАТУУ — 6121688003. Население по переписи 2001 года составляло 246 человек.

## Географическое положение
Село Кут находится на правом берегу реки Гнилая,
выше по течению на расстоянии в 1,5 км расположено село Белиновка,
ниже по течению примыкает и
на противоположном берегу расположено село Толстое.
Рядом проходит автомобильная дорога Т-2002.

## История
- 1993 год — дата основания.